# 钱烈宪
钱烈宪是一位中国博客作者，也是一位作家，曾经从事媒体行业，担任记者、编辑、评论员；现任果壳网副总裁。自称江苏人，爱好神话谶纬。
钱烈宪并不是他的真名，而是写博客时用的名字，博客名字為“钱烈宪要发言”。而他发表正式文章时则使用笔名"徐来“，其作品曾获得第三十届香港青年文学奖小说高级组冠军。而在网上发表评论时，则一般使用“拇姬”或“Moogee”这两个名字。他的真名则并不被公众知晓。

## 钱烈宪
钱烈宪为其博客用户名，博客名称“钱烈宪要发言”（取自“前列腺要发炎”的谐音），格言是“内部交流 供造谣用”（ProState In Flames），系牛博网主力牛博之一。博客内容绝大多数以转贴为主，并辅以自行杜撰的标题，将其想法隐晦地表达出来。其转帖内容涵盖各个方面，大多数与时事和意识形态相关。2008年11月24日被从牛博网牛博名单中清除，原因不详。但很快又在牛博网注册账号“拇姬”，并重新开通博客“钱烈宪继续发言”（普通博客，有别于先前的牛博）。牛博网于2009年1月9日被关闭之后，博客搬迁至凤凰博报。

## 《想象中的动物》
《想象中的动物》(ISBN 9787802255432)为钱烈宪的第一部作品，曾以专栏的形式发表于《上海一周》、《新京报》等多家报刊。该书被认为在笔法上模仿博尔赫斯，以亦真亦幻的手法描述远古传说中的动物。按照书中的内容，《想象中的动物》分为五个章节，分别为禽部、兽部、鳞部、虫部、附录。

## 讲座遇袭事件
2008年11月14日，当时南方报业旗下的《新京报》文化版编辑徐来在其博客“钱烈宪要发言”上发表文章《传孔庆东被拘审查》，称孔庆东因组织“北大主体思想学习小组，为朝鲜提供情报被警方带走”。2009年2月14日，当徐来在朝阳区万达广场举办新书《想象中的动物》读者见面会时，被孔庆东的助理杨春持刀刺成重伤。杨春以故意伤害罪判处有期徒刑4年6个月。
2009年2月14日，钱烈宪作为嘉宾参与北京市单向街书店主题为“钱烈宪的小趣味”讲座。讲座结束后钱烈宪上卫生间，两名不明人士尾随之。亦说是两名男子将他架进男厕所。其中一人持匕首将他刺伤，另一人持菜刀欲砍向他的手，未遂。事后两名行凶者迅速逃逸。警方已经介入调查。由于“钱烈宪要发言”的内容常常触及一些敏感的方面，所以“钱烈宪要发言”的读者广泛猜测其遇袭与博客有关。当天钱烈宪在北京市朝阳医院接受手术。